# Ilja Pjatetskij-Shapiro
Ilya Piatetski-Shapiro (em hebreu: איליה פיאטצקי-שפירו; em russo: Илья Иосифович Пятецкий-Шапиро) (Moscou, 30 de março de 1929 — Tel Aviv, 21 de fevereiro de 2009) foi um matemático russo.
Foi palestrante convidado do Congresso Internacional de Matemáticos em 1962, 1966, 1978 e 2002.